# Westenschouwen
Westenschouwen est un hameau des Pays-Bas à l'extrême ouest de la commune zélandaise de Schouwen-Duiveland, juste derrière une rangée de dunes. C'est également le nom de la région naturelle qui se trouve dans ces dunes. Au Moyen Âge, le village de Westenschouwen se trouvait bien plus à l'ouest, mais il a disparu dans la mer.
Westenschouwen a été une commune indépendante jusqu'en 1816, année où elle a été intégrée à l'ancienne commune de Burgh.
Westenschouwen ne doit pas être confondu avec Westerschouwen, une ancienne commune créée en 1961 et qui, en 1997, a elle aussi été intégrée à Schouwen-Duiveland.